# 小圓魨
小圓魨（学名：Sphoeroides parvus）為輻鰭魚綱魨形目四齒魨亞目四齒魨科的其中一種，分布於西大西洋墨西哥灣海域及半鹹水域，體長可達15公分，棲息在沿岸淺灘、河口區，生活習性不明。
其种加词“Parvus”意为“小的”。